# ماري لو باردو
ماري لو باردو (بالإنجليزية: Mary-Lou Pardue)، هي عالمة وراثة أمريكية وأستاذة فخرية في معهد قسم البيولوجيا بمعهد ماساتشوستس للتكنولوجيا الذي انضمت إليه سنة 1970. ركزت أبحاثها على دور القسيمات الطرفية في استنساخ الكروموسوم؛ وخاصة عند ذبابة الفاكهة.

## النشأة والتعليم
حصلت باردو على درجة البكالوريوس في علم الأحياء عام 1955 من كلية وليم وماري؛ ثم حصلت على درجة الماجستير في البيولوجيا الإشعاعية عام 1959 من جامعة تينيسي، وكانت مؤهلة للحصول على الدكتوراه، ولكنها أقنعت الجامعة بإعطائها درجة الماجستير بدلاً عن الدكتوراه، مبررة هذا التصرف –حسب ما ورد في إحدى المقابلات- بأنه «في المجتمع الذي كنت فيه كان من الصواب تماماً ان تذهب الزوجة إلى الجامعة، ولكن الحصول على درجة الدكتوراه كان أمراً خطيراً نوعاً ما».:98
عملت باردو بعد ذلك لعدة سنوات كفنية أبحاث، قبل أن تعود إلى كلية الدراسات العليا في جامعة ييل، والتي حصلت منها على شهادة الدكتوراه في علم الأحياء في عام 1970. وعملت لاحقاً تحت إشراف جوزيف غال، الذي كان يعتبر دعم النساء له في مختبر الأبحاث الخاص به أمراً غير اعتيادي في ذلك الوقت. وبعد ذلك، أصبحت باردو بعدها زميلة ما بعد الدكتوراه لماكس بيرنستيل في جامعة إدنبرة.

## المسيرة الأكاديمية
حسب وصف باردو لعملها لاحقاً، تزامن بحثها عن منصب عضو هيئة تدريسية في أوائل السبعينات مع الاهتمام الواسع للمؤسسات الأكاديمية في الولايات المتحدة الأمريكية بتوظيف النساء، وقد فوجئت بتوظيفها بشكل كبير. بعد رفضها في البداية من قبل معهد ماساتشوستس للتكنولوجيا، عرض عليها منصب أستاذ مشارك في نفس المعهد، وقبلت باردو هذا العرض بشكل جزئي لأن العروض الأخرى كانت مجرد وظائف بمنصب أستاذ مساعد مع بعض المبتدئين في مجالها؛ ويرجع ذلك جزئياً إلى أن القسم كان فيه بالفعل هيئة تدريسية أخرى. أصبحت باردو بعد ذلك أستاذة في القسم في عام 1980. وفي عام 1995، أصبحت أول أستاذة أنثى تضاهي البروفيسور بوريس ماجاسانيك في علم الأحياء. كانت باردو من بين أعضاء هيئة التدريس من نساء الكلية اللواتي قاموا بالتنسيق مع زميلتهن عالمة الأحياء في معهد ماساتشوستس للتكنولوجيا نانسي هوبكنز في منتصف التسعينات من أجل تقديم شكاوى ضد التمييز المؤسسي بحق النساء للعميد تشارلز فيست آنذاك.
أصبحت باردو زميلة للجمعية الأمريكية لتقدم العلوم في عام 1978، وعضواً في الأكاديمية الوطنية الأمريكية للعلوم في عام 1983، وزميلة في الأكاديمية الأمريكية للفنون والعلوم في عام 1985. كما شغلت منصب رئيس جمعية علم الوراثة الأمريكية بين عامي 1982 و2013، ورئيس الجمعية الأمريكية لعلم الأحياء الخلوي بين عامي 1985 و1986.

## الأبحاث
كان لعمل باردو مع غال فيما يخص تطوير تقنية التهجين الموضعي أثراً كبيراً على هذا المجال. وركز عمل مجموعتها البحثية في معهد ماساتشوستس للتكنولوجيا على القسيمات الطرفية في كروموسومات ذبابة الفاكهة التي تعتبر نموذج حي، مع اهتمام خاص بالينقول الراجع الذي يحافظ على القسيمات الطرفية لذبابة الفاكهة؛ على عكس العديد من الكائنات الحية الأخرى التي يقوم إنزيم التيلوميراز فيها بنفس الوظيفة إلى حد كبير.